# Edgar Grigoryan
Edgar Grigoryan (in armeno Էդգար Գրիգորյան?; Erevan, 25 agosto 1998) è un calciatore armeno, difensore dell'Ararat-Armenia.

## Carriera

### Club
Cresciuto nel settore giovanile del Banants, nel 2019 si accasa in prestito al Noah, vincendo una coppa nazionale.
Nel 2020 ritorno al Banants, che ha successivamente cambiato la sua denominazione in Urartu, rimanendovi fino al dicembre del 2023, quando scioglie ogni vincolo contrattuale con l'Urartu.
Nel gennaio del 2024 firma per l'Ararat-Armenia.

### Nazionale
Dopo aver giocato nelle selezioni giovanili Under-17, Under-19 e Under-21, viene convocato in nazionale maggiore nel 2024 dal CT Oleksandr Petrakov in sostituzione dell'infortunato Nair Tiknizjan. Esordisce il 22 marzo 2024 in un match amichevole contro il Kosovo, terminato 1-0 in favore della formazione balcanica.

## Palmarès

### Club

#### Competizioni nazionali
- Coppa d'Armenia: 2

Noah: 2019-2020
Ararat-Armenia: 2023-2024
- Supercoppa d'Armenia: 1

Ararat-Armenia: 2024